# 34
Năm 34 là một năm trong lịch Julius. 